# Catherine Malandrino
Catherine Malandrino est une créatrice de mode française. Elle réside entre New York et Paris.

## Biographie
Elle est née à Grenoble de parents italiens. Elle commence sa carrière professionnelle à Paris après avoir étudié à l'École supérieure des arts et techniques de la mode.

### Carrière
Catherine Malandrino est styliste apprentie pour Louis Féraud en 1985, puis chez Dorothée Bis en 1988. Elle est par la suite directrice de la création de la marque Et Vous à Paris entre 1992 et 1995.[réf. nécessaire]
Malandrino déménage à New York en 1998 où elle rencontre Diane von Fürstenberg. Elle s'est alors vu proposer de devenir Designer senior et directrice créative de HIGH. Elle y ouvre la même année son premier magasin dans le quartier de SoHo.  
En 2001, elle crée la « Collection Drapeau », qui présente des robes dentelées inspirées du drapeau américain. Cette collection a été bien accueillie et a contribué à la renommée de la créatrice dans l'industrie de la mode. Son succès s'est poursuivi alors qu'elle a continué à concevoir des collections pour Lacoste en 2011 et pour Kohl's en 2013.
Ses créations ont été saluées pour leur mélange de styles français et américain, ainsi que pour leur souci du détail et de leur qualité. Elle dispose de boutiques dans plusieurs pays, et vise l'Europe, la Russie et la Chine.

### Vie privée
Catherine Malandrino est mariée à Bernard Aidan depuis 1998 et a deux enfants.

### Édition
- (en) Catherine Malandrino, Une Femme Française: The Seductive Style of French Women, St. Martin's Press, 14 novembre 2017 (ISBN 978-1-250-09765-1)